# ÖBB Rail Tours
Die Rail Tours Touristik Gesellschaft m.b.H ist ein Reiseveranstalter der Österreichischen Bundesbahnen.
Rail Tours Touristik mit Sitz in Wien wurde 1986/87 von ÖBB und Österreichischem Verkehrsbüro (50/50 %) als Tochter der 1982 eingerichteten Rail Tours Austria (RTA) gegründet und ist seit 2006 zu 100 % im Besitz der ÖBB-Personenverkehr AG, und damit indirekt in Vollbesitz der Republik Österreich (organisatorisch untersteht die ÖBB dem Verkehrsministerium). Die Marke RTA wurde 2012 durch ÖBB Rail Tours ersetzt. Sie ist Österreichs führender Bahnreiseveranstalter und Reiseveranstalter für Kurzurlaube.
Unter der Marke werden die touristischen Angebote der ÖBB vermarktet. Das Unternehmen ist auf Bahnpauschalreisen spezialisiert. Die Pauschalreiseangebote beinhalten Bahnfahrt und Nächtigung, teilweise auch eine oder mehrere Zusatzleistungen. Neben den Bahnreiseangeboten in europäische Städte (BahnCity-Hit) umfasst die Produktpalette von ÖBB Rail Tours auch internationale Erlebnisbahnreisen wie z. B. Reisen mit der transsibirischen Eisenbahn. Bekannt ist die Marke besonders auch durch günstige Pauschalangebote zu zahlreichen Events der österreichischen Veranstaltungsszene – etwa zuletzt der Ski-WM 2013, wo die ÖBB in das Mobilitätsmanagement eingebunden war, und anderen Wintersportevents, oder Großkonzerten und Bühnenereignissen – wie auch in direkter dauernder Zusammenarbeit mit den Tourismusorganisationen (etwa Kombitickets Wintersport in Zusammenarbeit mit 20 österreichischen Skigebieten).
2012 wurde das Produktportfolio zudem um Kombitickets erweitert. Je nach Produktschiene (Wintersport, Kulturgenuss, Familienspaß, Sommerträume und Advent) wird mit einem Kombiticket eine Bahnfahrt inkl. Skipass oder Freizeitangebot (Museumseintritt, Schifffahrt etc.) zu einem Paketpreis erworben.
2014 lag die Transportleistung bei knapp 150.000 Personen.